# Konstantin Sathas

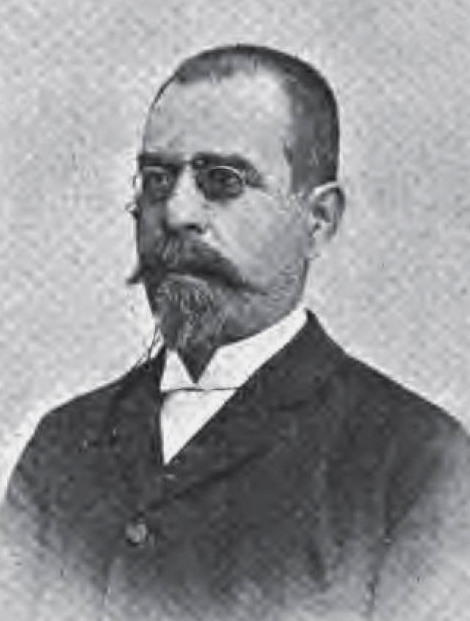
Konstantin Sathas

Konstantin Sathas (griechisch Κωνσταντίνος Σάθας; * 1842 in Galaxidi; † 1914 in Paris) war ein neugriechischer Geschichtsforscher und Literarhistoriker.

## Leben
Sathas besuchte das Gymnasium in Athen und widmete sich besonders dem Studium des mittelalterlichen griechischen Schrifttums; er fand viele für die neugriechische Geschichte und die Gestaltung der griechischen Sprache bedeutende Werke in den Bibliotheken Europas.
1876 wurde Sathas korrespondierendes Mitglied der Bayerischen Akademie der Wissenschaften.

## Werke
- Μεσαιωνική βιβλιοθήκη. (=Bibliotheca Graeca Medii Aevi) Venedig, Paris 1872–94 (7 Bde.) Nachdrucke 1972 ISBN 978-3-487-04454-5.
- Documents inédits relatifs à l’histoire de la Grèce au moyen âge. Paris 1880/88 (8 Bde.).
- Έλληνικά ἀνέκδοτα. Athen 1867 (2 Bde.)
- Χρονικόν ἀνέκδοτον Γαλαξειδίου. Athen 1865.
- Νεοελληνική Φιλολογία: Βιογραφία των εν τοις γράμμασι διαλαμψάντων Ελλήνων, από της καταλύσεως της Βυζαντινής Αυτοκρατορίας μέχρι της Ελληνικής εθνεγερσίας (1453–1821). Τυπογραφείο των τέκνων Ανδρέου Κορομηλά, Αθήνα 1868, (online).
- Geschichte Griechenlands unter den Türken. Athen 1870.
- Geschichte des griechisch-mittelalterlichen Theaters. 1879 (2 Bde.)